# کراماروف (دهانه)
کراماروف یک دهانه برخوردی در ماه‌ است.